# Marcin Wilk
Marcin Wilk (ur. 1978 w Krakowie) – polski dziennikarz, pisarz i aktywista literacki, z wykształcenia literaturoznawca. Badacz historii XX wieku. 

## Działalność publiczna

### Pole literackie
Absolwent filologii polskiej na Uniwersytecie Jagiellońskim (2002). Jako dziennikarz, reporter i krytyk publikował na łamach m.in. Polityki, Tygodnika Powszechnego, Przekroju, art.papieru, Czasu Kultury, Dekady Literackiej, Ha!artu, Krakowa, onet.pl, Pograniczy, Prime'u, Radaru, Zadry, Przeglądu Polskiego, Lampy. Przez wiele lat współpracował z Radiem Kraków. Przez kilka lat redagował kolumnę książkową w Dzienniku Polskim. Stały współpracownik miesięcznika Znak, a także miesięcznika Charaktery. 
Współpracuje z wydawnictwami i instytucjami kultury. Jako konsultant programów literackich pełnił rolę eksperta dla m.in. Ministerstwa Kultury i Dziedzictwa Narodowego. W latach 2011–2013 pracował jako redaktor wniosku aplikacyjnego Kraków Miastem Literatury Unesco. W latach 2010-2024 zasiadał w jury Krakowskiej Książki Miesiąca. W kadencji 2025-2027 członek Kapituły Nagrody Conrada.  
Był kuratorem m.in. cyklu "bln_krk" w Goethe-Institut w Krakowie oraz pasma "Przemysły książki" na Festiwalu Conrada (2014-2019). 
Aktywnie zajmuje się nowymi odczytaniam i interpretacjami literatury nie-nowej. Od 2016 roku moderator sekcji klasyka Dyskusyjnych Klubów Czytelniczych. Prowadził cykl "Wyszukaj klasyka", "przybliżając sylwetki pisarek i pisarzy niewznawianych, dostępnych jedynie w dobrych antykwariatach, a wybijających się ponad czasy, w których żyli".
W sieci znany jako Wyliczanka, w ramach którego prowadził wywiady #rozmoWyliczanki.

### Pole naukowe
Zajmuje się historią społeczną, ze szczególnym uwzględnieniem historii płci, emocji oraz relacji międzygatunkowych. Kierownik grantu badawczego Narodowe Centrum Nauki. Współpracownik Instytut Historii im. Tadeusza Manteuffla Polskiej Akademii Nauk.

## Twórczość

### Książki
- W biegu... Książka podróżna, wydawnictwo Universitas (2010)[13]
- Tyle słońca. Anna Jantar. Biografia, wyd. Znak (2015, wyd. II 2020, wyd. III 2025)[14]
- Kwiatkowska. Żarty się skończyły, wyd. Znak (2019, wyd. II 2022)[15]
- Pokój z widokiem. Lato 1939, wyd. W.A.B. (2019)[16]
- Lepszy gatunek. Psio-ludzkie historie, wyd. W.A.B. (2024)[17]
- Jedyna. Biografia Karoliny Lanckorońskiej, wyd. Znak (2025)[18]

### Audiobooki
- Kwiatkowska. Żarty się skończyły. Czyta Małgorzata Lewińska (2019)[19]
- Lepszy gatunek. Psio-ludzkie historie. Czyta Maciej Raniszewski (2024)[20]
- Tyle słońca. Anna Jantar. Biografia. Czyta Michał Klawiter (2025)[21]

### Przekłady
- Równość Stuart White, wydawnictwo Sic! (2008, przekład z angielskiego)[22]

### Współautor
Jest również autorem artykułów naukowych w pracach zbiorowych i czasopismach, m.in. w roczniku "Zagłada Żydów", "Rocznikach Dziejów Społecznych i Gospodarczych", "Acta Poloniae Historica", kwartalniku "Kultura i Społeczeństwo". 

## Nagrody i stypendia
- 2011, 2016: Stypendium Goethe-Institut
- 2016: Stypendium Dziennikarskie Fundacji Współpracy Polsko-Niemieckiej[27]
- 2018, 2023: Stypendium Ministra Kultury i Dziedzictwa Narodowego[28] [29]
- 2019: Krakowska Książka Miesiąca (czerwiec 2019) za książkę Kwiatkowska. Żarty się skończyły[30].
- 2020: Nagroda Kraków Miasto Literatury UNESCO[31]
- 2021: Writers in Residence - National Centre for Writing, Norwich[32]
- 2022: Stypendium Twórcze Miasta Krakowa[33]